# Justo Ruiz
Justo Ruiz González (ur. 31 sierpnia 1969) – andorski piłkarz, grający na pozycji obrońcy lub pomocnika, trener piłkarski. Od 1996 do 2008 r. w reprezentacji Andory rozegrał 67 meczów i strzelił 2 gole.